# Срохи, Паррии
Паррии Срохи (англ. Parrii Srohi; род. 6 марта 2004) — индийская фигуристка, выступающая в одиночном катании. Чемпионка Индии (2020) и участница юниорского Гран-при (2021).

## Карьера
Паррии Срохи родилась 6 марта 2004 года в военном городке Мхоу. Официальное название городка — Доктор Амбедкар Нагар, в честь борца за права «неприкасаемых» Бхимрао Рамджи Амбедкара. Встала на коньки в 2017 году. Помимо фигурного катания занимается верховой ездой и любит прослушивать музыку. Обучается в The Ardee School.
В соревновательном сезоне 2019/2020 стала триумфатором шестнадцатого чемпионата Индии, проходившем на катке торгового центра Ambience в городе Гуруграм.  В борьбе за золото Срохи опередила Симран Чугх из Дели и представительницу штата Андхра Прадеш Элисетти Паллавиr.
Над хореографией и постановкой программ работает с бывшей российской фигуристкой Анастасией Ратковской, занявшей девятое место среди шестнадцати участниц на чемпионате России 2000. Срохи живёт и тренируется в Дели под руководством Нишчая Лутра. Из-за пандемии коронавируса, тренировочный каток Паррии был закрыт, в связи с чем она практиковалась только в зале. Вышла на лёд спустя год на этапе Гран-при среди юниоров в Красноярске.
Высокая и статная Срохи, эффектно смотревшаяся в красном платье, за короткий прокат на этапе юниорского Гран-при в Красноярске набрала 7,75 баллов, из которых 0,84 за технические элементы. Из выполненных элементов ей засчитали лишь один — дорожку шагов. Ряд СМИ назвали её результат за технику антирекордом. В произвольной программе фигуристка смогла выполнить ряд однооборотных прыжков и два каскада.

## Программы
| Сезон     | Короткая программа      | Произвольная программа |
| --------- | ----------------------- | ---------------------- |
| 2021/2022 | - «Megapolis» Bel Suono | - «Runaway» Aurora     |

## Результаты
| Соревнования                            | 19/20 | 21/22 |
| --------------------------------------- | ----- | ----- |
| Юниорский Гран-при по фигурному катанию |       | 24    |
| Чемпионат Индии                         | 1     |       |